# Anja Barwig
Anja Barwig (* 29. Januar 1984) ist eine ehemalige deutsche Voltigiererin.
Anja Barwig begann im Alter von sechs Jahren mit dem Voltigieren in ihrer damaligen Heimat Starnberg. Mit zehn Jahren wurde sie in die erste Mannschaft des Vereins aufgenommen und startete mit dieser bei zwei Deutschen Meisterschaften. 1999 wechselte Barwig in die erste Mannschaft des Voltigiervereins Ingelsberg, mit der sie zahlreiche Erfolge bei nationalen und internationalen Meisterschaften erzielte, u. a. zweimal Gold (2000, 2003) und einmal Silber (2001) bei den Deutschen Meisterschaften sowie den Weltmeistertitel im Jahr 2000. 
Seit 2002 ist sie ungeschlagene Oberbayerische Meisterin im Einzelvoltigieren, nachdem sie bereits 2001 den Vize-Titel errang. Von 2003 bis 2008 gewann sie die Bayerische Meisterschaften im Einzel, 2009 wurde sie Vize-Meisterin. Ihren ersten Profierfolg erreichte sie bei der Deutschen Meisterschaft 2004, wo sie den 3. Platz belegte. Ein Jahr später gewann sie die Meisterschaft und 2006 und 2008 wurde sie jeweils Zweite. Bei der Europameisterschaft 2005 konnte sie den Titel gewinnen. 2008 gewann sie bei der Weltmeisterschaft die Bronzemedaille, nachdem sie 2004 und 2006 jeweils den 5. Platz erreicht hat. Bei der Europameisterschaft 2009 gewann sie Silber.
Anja Barwig lebt in Herrsching und hat zwei Schwestern. Sie wurde von Alexander Hartl trainiert. Am 6. November 2010 brachte sie ihr erstes Kind zur Welt und beendete ihre aktive Karriere.
Am 12. Juni 2012 wurde sie in Berlin vom Bundesinnenminister Friedrich mit dem Silbernen Lorbeerblatt, für ihre sportlichen Leistungen ausgezeichnet.